# Rudolph Messel
Rudolph Messel (* 14. Januar 1848 in Darmstadt; † 18. April 1920 in London) war ein deutsch-britischer Chemieindustrieller, der in England wirkte.
Messel war der zweite Sohn des Bankiers Simon Messel (1817–1859). Seine Brüder waren Ludwig Messel (1847–1915) und Alfred Messel (1853–1909). Er studierte in Zürich, Heidelberg und Tübingen Chemie und wurde in Tübingen promoviert. 1868 wanderte Rudolph zusammen mit seinem Bruder Ludwig Messel (gründete 1873 in London den Börsenmakler „L. Messel & Co.“ und erwarb 1892 das Anwesen Nymans in West Sussex) nach Großbritannien aus. 1870 kam Rudolph Messel nach Manchester, wo er Assistent von Frederick Grace Calvert (1819–1873) und Henry Roscoe war. Im Deutsch-Französischen Krieg kehrte er 1870 kurz nach Deutschland zurück und diente als Sanitäter, wobei er verwundet wurde. Zurück in England wurde er Assistent von William Stevens Squire (1834–1906) in dessen Firma Dunn, Squire and Co. und bald darauf in der Firma Squire, Chapman and Co. Er erfand dort ein Verfahren, Schwefeltrioxid für rauchende Schwefelsäure (Oleum) in industriellem Maßstab zu produzieren, was Squires 1875 patentierte. Dabei wurden Schwefelsäure-Dämpfe bei großer Hitze über feinzerteiltes Platin geleitet. Das Endprodukt wurde unter anderem für die Produktion von Farbstoffen wie Alizarin verwendet und Messels Erfindung begründete weltweit eine neue Sparte der chemischen Industrie. Messels Kontaktverfahren war kompliziert, und 1886 schlug Clemens Alexander Winkler eine Verbesserung unter Verwendung von mit Platin versetztem Asbest vor.
1878 löste er Squires als Managing Director in der Firma ab, die sich bald darauf Spencer, Chapman and Messel nannte und ihren Sitz in Silvertown (London) hatte. 1915 zog er sich aus Gesundheitsgründen aus der Firma zurück und zog nach London.
1907 wurde er britischer Staatsbürger. Er war Fellow der Royal Society (1912). Zudem war Rudolf Messel Gründungsmitglied und zweimal Präsident der Society of Chemical Industry, der er auch großzügige Fördermittel hinterließ.